# 布瓦莱韦克
布瓦莱韦克（法語：Bois-l'Évêque，法語發音：[bwa levɛk]）是法国滨海塞纳省的一个市镇，属于鲁昂区。

## 地理
布瓦莱韦克（49°26'58"N, 1°15'52"E）面积7.21 平方千米，位于法国诺曼底大区滨海塞纳省，该省份为法国北部沿海省份，其西部及北部濒大西洋英吉利海峡，东起顺时针与索姆省、瓦兹省、厄尔省和卡爾瓦多斯省接壤。
与布瓦莱韦克接壤的市镇（或旧市镇、城区）包括：普雷欧、圣雅克-叙达尔内塔勒。

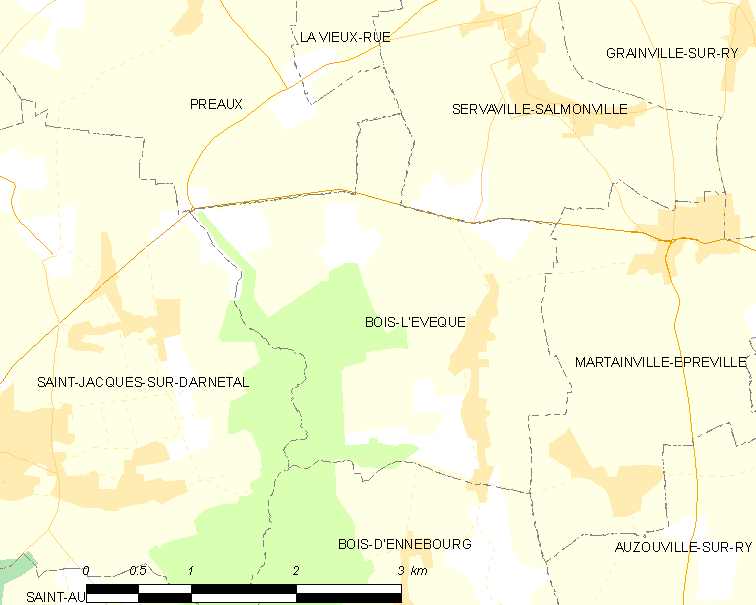
布瓦莱韦克的OSM定位图

布瓦莱韦克的时区为UTC+01:00、UTC+02:00（夏令时）。

## 行政
布瓦莱韦克的邮政编码为76160，INSEE市镇编码为76111。

## 政治
布瓦莱韦克所属的省级选区为勒梅尼勒埃纳尔县。

## 人口

1962-2008年间布瓦莱韦克人口变化图示

布瓦莱韦克于2022年1月1日时的人口数量为616人。